# 內視現象
內視現象（Entoptic phenomenon）是一種由人眼本身的內部造成的視覺效果。（有時也稱為entopic phenomenon ，可能是印刷錯誤。）
用亥姆霍兹話來說：「在合適的條件下，落在眼睛上的光線可能致使我們得以看見眼睛內的某些物體。這些知覺稱為「內視」（entoptical）。」

## 概述
內視影像所投射在視網膜上的影像有其物理基礎，這與由視覺系統引起的視錯覺不同，視錯覺的特點是視知覺似乎與現實不同。內視影像則是由觀察者自己眼睛內部的現象引起的，這種影像與視錯覺和幻覺有個共同之處，觀察者都無法與其他人分享對於這種現象的直接和特定的觀點。
亥姆霍兹說明了某些觀察者可輕易看見而其他人卻完全看不到的內視現象。這種差異不足為奇，因為產生這些影像的眼睛，在具體的層面上對每個人來說都是獨一無二的。由於個體之間有所差異，加上兩個觀察者無法共享一個幾乎相同的刺激，所以這些現象與大多數視覺感覺不同，也不同於大多數藉由觀察共同刺激所產生的視錯覺。不過主要的內視現象之間有充足的共性，現在已能令人滿意地解釋其物理成因。

## 例子
內視效應的一些例子包括：

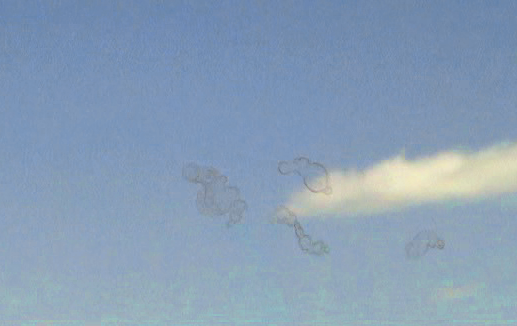
飛蚊症描繪
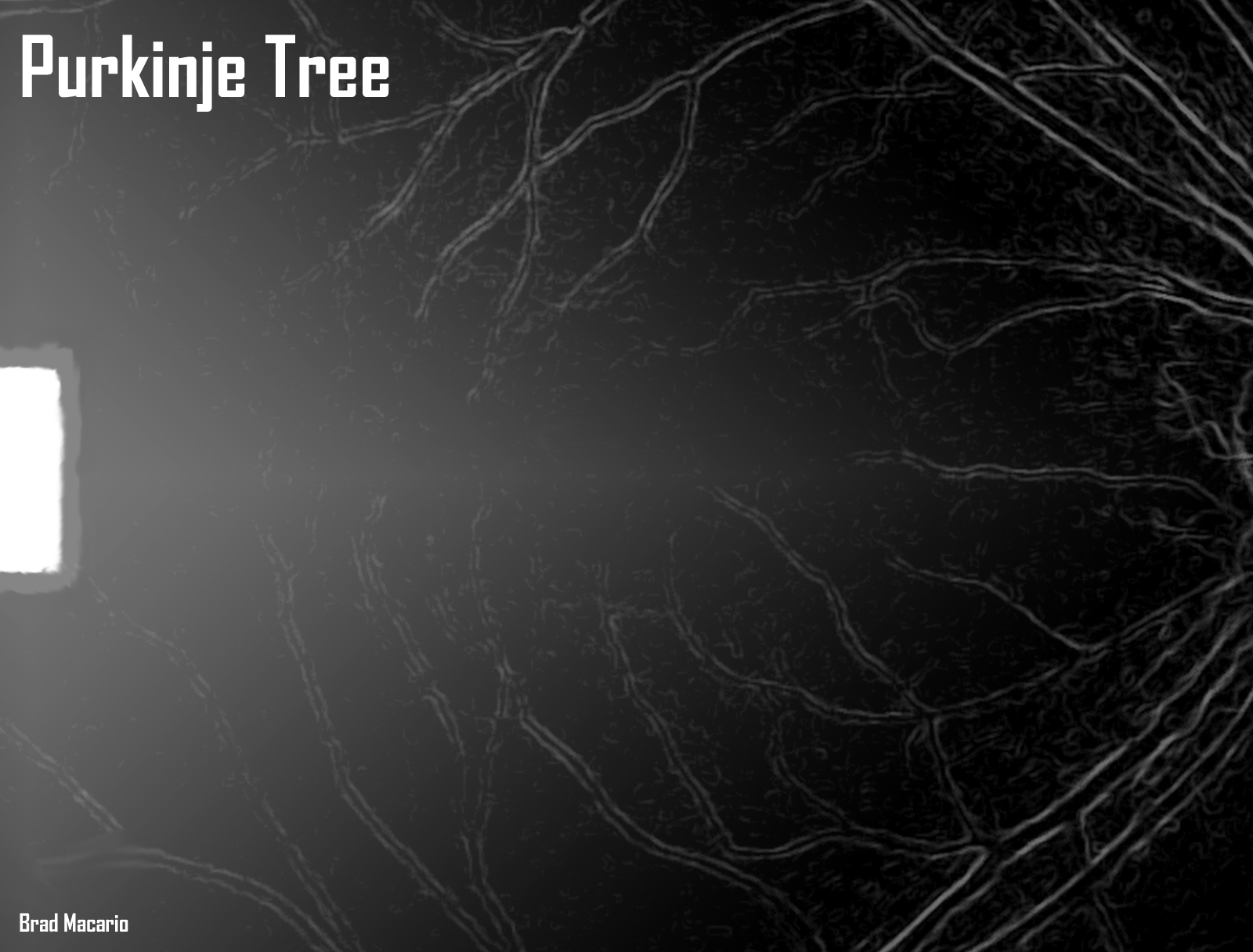
柏金氏樹（Purkinje tree）描繪

## 外部連結
- 醫學主題詞表（MeSH）：Entoptic+Vision
- Picture of the entoptic phenomenon: Vitreous Floaters （页面存档备份，存于） (PDF file, requires an Acrobat Reader or plugin)
- Diagram of entoptic subjective visual phenomena （页面存档备份，存于）
- Video describing history and science of first entoptic viewing technique （页面存档备份，存于）
- Video describing history and science of second entoptic viewing technique （页面存档备份，存于）
- The Relation Between Migraine, Typical Migraine Aura and “Visual Snow” （页面存档备份，存于）